# Liste der Abkürzungen antiker Autoren und Werktitel/U
| Abk. Autor | Autor                | Autor                | Edition         |
|            | Abk. Werk            | Werktitel            | Deutscher Titel |
| ---------- | -------------------- | -------------------- | --------------- |
| Ulp.       | Ulpian               | Ulpian               |                 |
|            | reg.                 | regulae              |                 |
|            | dig.                 | digesta              |                 |
| Uq         | Talmudtraktat Uqtzin | Talmudtraktat Uqtzin |                 |

| Legende zu den Farben der Autoreneinträge | Legende zu den Farben der Autoreneinträge | Legende zu den Farben der Autoreneinträge | Legende zu den Farben der Autoreneinträge                                                      |
| ----------------------------------------- | ----------------------------------------- | ----------------------------------------- | ---------------------------------------------------------------------------------------------- |
|                                           | Autor                                     | Autor                                     | Autorenabkürzung                                                                               |
| SW                                        | Sammelwerk                                | Sammelwerk                                | Sammlung oder Sammelwerk (sowohl moderne als auch antike)                                      |
| AN                                        | Anonym                                    | Anonym                                    | Schrift eines einzelnen, unbekannten Autors                                                    |
| BS                                        | Biblische Schrift                         | Biblische Schrift                         | Schrift des AT oder NT (auch Apokryphen)                                                       |
| RS                                        | Rabbinische Schrift                       | Rabbinische Schrift                       | Mischna, Talmud und sonstige hebräische, nichtbiblische Schrift                                |
| X                                         | Sonstiges                                 | Sonstiges                                 | Abkürzung von Lexikon, Referenz- oder Nachschlagewerk, Schriftreihe etc.; allgemeine Abkürzung |